# نادي هجر موسم 2008–09
شاركَ نادي هجر في دوري الدرجة الأولى السعودي 2008-09 حيثُ خاض 26 مباراةً نجحَ خلالها في حصدِ 35 نقطة وهو ما مكّنه من احتلالِ المركز السابع في جدول ترتيب الدوري خلفَ نادي الخليج الذي حلَّ سادسًا بنفسِ الرصيد من النّقاط.

## نظرة عامّة
| المنافسة                   | أول مباراة                 | آخر مباراة        | الدور الافتتاحي | المركز النهائي | السجل | السجل | السجل | السجل | السجل | السجل | السجل | السجل   |
| المنافسة                   | أول مباراة                 | آخر مباراة        | الدور الافتتاحي | المركز النهائي | لعب   | ف     | ت     | خ     | له    | عليه  | ف.أ.  | الفوز % |
| -------------------------- | -------------------------- | ----------------- | --------------- | -------------- | ----- | ----- | ----- | ----- | ----- | ----- | ----- | ------- |
| دوري الدرجة الأولى السعودي | 16 تشرين الأول/أكتوبر 2008 | 08 أيّار/مايو 2009 | الجولة الأولى   | المركز السابع  | 26    | 9     | 8     | 9     | 42    | 37    | +5    | 034٫62  |
| كأس الملك                  | –                          | –                 | –               | –              | 0     | 0     | 0     | 0     | 0     | 0     | +0    | —       |
| المجموع                    | المجموع                    | المجموع           | المجموع         | المجموع        | 26    | 9     | 8     | 9     | 42    | 37    | +5    | 034٫62  |

المصدر: المنافسات

### ملخص النتائج
| شامل | شامل | شامل | شامل | شامل | شامل | شامل | شامل | على أرضه | على أرضه | على أرضه | على أرضه | على أرضه | على أرضه | خارج أرضه | خارج أرضه | خارج أرضه | خارج أرضه | خارج أرضه | خارج أرضه |
| لعب  | ف    | ت    | خ    | أ.ل  | أ.ع  | ف.أ  | ن    | ف        | ت        | خ        | أ.ل      | أ.ع      | ف.أ      | ف         | ت         | خ         | أ.ل       | أ.ع       | ف.أ       |
| ---- | ---- | ---- | ---- | ---- | ---- | ---- | ---- | -------- | -------- | -------- | -------- | -------- | -------- | --------- | --------- | --------- | --------- | --------- | --------- |
| 26   | 9    | 8    | 9    | 42   | 37   | +5   | 35   | 6        | 2        | 5        | 20       | 18       | +2       | 3         | 6         | 4         | 22        | 19        | +3        |

## الدوري

### معلومات عامّة
النصف الأول
بداية نادي هجر كانت سيّئة نوعًا ما في الدوري حيثُ خسر على أرضيّة ميدانهِ أمام غريمهِ التقليدي نادي الفتح في ملعب الأمير عبد الله بن جلوي بالأحساء. حاول هجر تدراك نتيجتهِ السلبيّة في الجولة الثانية فنجحَ في ذلك حينما تغلّب على نادي الأنصار بهدفٍ نظيفٍ في المدينة المنورة، قبل أن يقعَ في فخّ التعادل في الجولة الثالثة أمامَ نادي حطين بهدفينِ في كلّ شبكة، وتلاها تعادلٌ هو الثاني على التوالي في الجولة الرابعة أمام نادي الرياض في العاصمة السعودية بهدفٍ لمثله.
نجحَ هجر في الجولة الخامسة والتي لُعبت في العشرين من تشرين الثاني/نوفمبر 2008 في اكتساحِ نادي الطائي في أرضيّة ملعبه بمدينة حائل بستّة أهداف مقابل هدفين. عاد هجر من جديدٍ لمسلسل تضييع النقاط حينما خسر في الجولة السادسة أمام الفيصلي في الأحساء بهدفين نظيفين، ثمّ خسر الجولة المواليّة على أرضيّة ملعبه أمام نادي ضمك بثلاثية نظيفة وهو ما جعلهُ يتأخر نسبيًا في جدول الترتيب بعدما كان قد تقّدم للأمام في الجولات السابقة.
عاد النادي الأحسائي من ميدانِ نادي الخليج بنقطة ثمينةٍ حينما تعادل معه بهدفٍ في كلّ شبكة، ثمّ هزمَ القادسية في ملعب الأمير عبد الله بن جلوي بثلاثة أهداف مقابل اثنين، أعقبها انتصارٌ كبيرٌ آخرٌ على نادي العروبة بثلاثيّة نظيفة.
سافر هجر نحو المدينة المنورة وعاد من هناك بنقطة تعادل ثمينة بعدما تعادل تعادلًا إيجابيًا أمام نادي أحد، ثمّ تغلّب في ميدانه على نادي سدوس بهدفٍ نظيفٍ لحساب مباريات الجولة الثانيّة عشر، لكنّه سقط في الجولة المواليّة في بريدة أمامَ التعاون بهدفين مقابل واحد.
النصف الثاني
تعادل هجر في الجولة الرابعة عشر أمام نادي الفتح بهدفين في كلّ شبكة، لكنّه تدارك الأمر سريعًا حينما تغلّب على الأنصار في الجولة المواليّة بهدفين مقابل واحد، ثمّ سحق نادي حطين برباعيّة نظيفة في جازان، قبل أن يتعادل في الأحساء أمام نادي الرياض بهدفٍ لمثله.
تعرض هجر لخسارةٍ مفاجئةٍ في الجولة الثامنة عشر حينما سقط على أرضيّة ملعبه أمام الطائي بثلاثة أهداف مقابل اثنين في ملعب الأمير عبد الله بن جلوي، وأعقبها تعادلٌ من دون أهداف أمام الفيصلي في المجمعة. فشل هجر في تداركِ الأمور هذه المرّة حيث سقط في الجولة العشرين أمام نادي ضمك (1 – 2)، ثم خسر مباراته الثانيّة على أرضيّة ميدانه أمام نادي الخليج بهدف نظيف، وتأزّمت الوضعيّة أكثر حينما خسر ثالث مباراة له تواليًا في الدوري وكانت هذه المرة ضدّ نادي القادسية في مدينة الخبر بثلاثة أهداف مقابل هدفٍ وحيد، وتكرّرت نفسُ النتيجة في سكاكا أمام العروبة وهو ما جعل الفريق يتراجعُ ثلاث مراكز في جدول ترتيب الدوري.
تمكّن هجر أخيرًا من إيقافِ سلسلة هزائمهِ والتي امتدّت لأربع مبارياتٍ حينما فاز في الجولة الرابعة والعشرين على نادي أحد بثلاثية نظيفة، ثمّ تعادل أمام سدوس في العاصمة السعوديّة الرياض بهدفين لهدفين، قبل أن يختمم آخر جولةٍ له في الدوري بفوزٍ معنوي على نادي التعاون بهدفين نظيفين وهو الفوز الذي لم يُغيّر شيئًا من وضعيّة هجر في جدول الترتيب بعدما كان قد تراجع للمركز السابع وهو الذي كان يُنافس قبل وقتٍ قريبٍ على المراكز الأربعة الأولى.

### قائمة المباريات
جدول الترتيب
حلَّ نادي هجر سابعًا في جدول الترتيب الدوري برصيدِ 35 نقطة بعد 26 مباراة لعبها حيتُ فازَ في 9 مبارياتٍ وتعادل في ثمانيّة بينما خسر تسع مبارياتٍ أخرى. جاء هجر خلف نادي الخليج الذي حلَّ سادسًا بنفس الرصيد من النّقاط لكنّه تفوَّقُ من حيثُ المواجهات المباشرة بين الفريقين.
| م | الفريق  | لعب | ف  | ت  | خ | له | عليه | ف.أ | نقاط |
| 5 | ضمك     | 26  | 11 | 7  | 8 | 39 | 34   | + 5 | 40   |
| 6 | الخليج  | 26  | 9  | 8  | 9 | 36 | 33   | + 3 | 35   |
| 7 | هجر     | 26  | 9  | 8  | 9 | 42 | 37   | + 5 | 35   |
| 8 | أحد     | 26  | 7  | 12 | 7 | 25 | 30   | - 5 | 33   |
| 8 | التعاون | 26  | 8  | 9  | 9 | 39 | 40   | - 1 | 33   |
| - | ------- | --- | -- | -- | - | -- | ---- | --- | ---- |

قائمة المباريات
هذه قائمةٌ بمباريات نادي هجر في دوري الدرجة الأولى السعودي موسم 2008–09:
| 16 أكتوبر 2008 1 | هجر | 1 – 3 | الفتح | الأحساء                              |
| 14:00            |     |       |       | الملعب: ملعب الأمير عبد الله بن جلوي |

| 24 أكتوبر 2008 2 | الأنصار | 0 – 1 | هجر | المدينة المنورة                        |
| 13:50            |         |       |     | الملعب: ملعب الأمير محمد بن عبد العزيز |

| 30 أكتوبر 2008 3 | هجر | 2 – 2 | حطين | الأحساء                              |
| 16:00            |     |       |      | الملعب: ملعب الأمير عبد الله بن جلوي |

| 06 نوفمبر 2008 4 | الرياض | 1 – 1 | هجر | الرياض                                 |
| 16:00            |        |       |     | الملعب: ملعب الأمير تركي بن عبد العزيز |

| 20 نوفمبر 2008 5 | الطائي | 2 – 6 | هجر | حائل                                    |
| 18:40            |        |       |     | الملعب: ملعب الأمير عبد العزيز بن مساعد |

| 16 ديسمبر 2008 6 | هجر | 0 – 2 | الفيصلي | الأحساء                              |
| 13:00            |     |       |         | الملعب: ملعب الأمير عبد الله بن جلوي |

| 21 ديسمبر 2008 7 | هجر | 0 – 3 | ضمك | الأحساء                              |
| 21:30            |     |       |     | الملعب: ملعب الأمير عبد الله بن جلوي |

| 26 ديسمبر 2008 8 | الخليج | 1 – 1 | هجر | سيهات                    |
| 16:28            |        |       |     | الملعب: ملعب نادي الخليج |

| 01 يناير 2009 9 | هجر | 3 – 2 | القادسية | الأحساء                              |
| 13:00           |     |       |          | الملعب: ملعب الأمير عبد الله بن جلوي |

| 08 يناير 2009 10 | هجر | 3 – 0 | العروبة | الأحساء                              |
| 15:30            |     |       |         | الملعب: ملعب الأمير عبد الله بن جلوي |

| 15 يناير 2009 11 | نادي أحد | 1 – 1 | هجر | المدينة المنورة                        |
| 15:20            |          |       |     | الملعب: ملعب الأمير محمد بن عبد العزيز |

| 22 يناير 2009 12 | هجر | 1 – 0 | سدوس | الأحساء                              |
| 16:50            |     |       |      | الملعب: ملعب الأمير عبد الله بن جلوي |

| 29 يناير 2009 13 | التعاون | 2 – 1 | هجر | بريدة                                 |
| 18:00            |         |       |     | الملعب: مدينة الملك عبد الله الرياضية |

| 04 فبراير 2009 14 | الفتح | 2 – 2 | هجر | الأحساء                              |
| 16:00             |       |       |     | الملعب: ملعب الأمير عبد الله بن جلوي |

| 18 فبراير 2009 15 | هجر | 2 – 1 | الأنصار | الأحساء                              |
| 19:00             |     |       |         | الملعب: ملعب الأمير عبد الله بن جلوي |

| 25 فبراير 2009 16 | حطين | 0 – 4 | هجر | جازان                             |
| 13:00             |      |       |     | الملعب: مدينة الملك فيصل الرياضية |

| 06 مارس 2009 17 | هجر | 1 – 1 | الرياض | الأحساء                              |
| 15:30           |     |       |        | الملعب: ملعب الأمير عبد الله بن جلوي |

| 11 مارس 2009 18 | هجر | 2 – 3 | الطائي | الأحساء                              |
| 15:00           |     |       |        | الملعب: ملعب الأمير عبد الله بن جلوي |

| 19 مارس 2009 19 | الفيصلي | 0 – 0 | هجر | المجمعة                        |
| 15:30           |         |       |     | الملعب: مدينة المجمعة الرياضية |

| 26 مارس 2009 20 | ضمك | 2 – 1 | هجر | أبها                                    |
| 14:00           |     |       |     | الملعب: ملعب الأمير سلطان بن عبد العزيز |

| 03 أبريل 2009 21 | هجر | 0 – 1 | الخليج | الأحساء                              |
| 17:00            |     |       |        | الملعب: ملعب الأمير عبد الله بن جلوي |

| 09 أبريل 2009 22 | القادسية | 3 – 1 | هجر | الخبر                                      |
| 15:30            |          |       |     | الملعب: مدينة الأمير سعود بن جلوي الرياضية |

| 16 أبريل 2009 23 | العروبة | 3 – 1 | هجر | سكاكا                     |
| 13:00            |         |       |     | الملعب: ملعب نادي العروبة |

| 23 أبريل 2009 24 | هجر | 3 – 0 | أحد | الأحساء                              |
| 15:00            |     |       |     | الملعب: ملعب الأمير عبد الله بن جلوي |

| 30 أبريل 2009 25 | سدوس | 2 – 2 | هجر | الرياض              |
| 16:00            |      |       |     | الملعب: ملعب الصائغ |

| 08 مايو 2009 26 | هجر | 2 – 0 | التعاون | الأحساء                              |
| 16:00           |     |       |         | الملعب: ملعب الأمير عبد الله بن جلوي |

### إحصائيات
- سجّل هجر 42 هدفًا (بمعدل 1.61 في كلّ مباراة) بينما تلقّت شباكه 37 هدفًا (بمعدل 1.42 في كل مباراة).
  - سجّل هجر 20 هدفًا في المباريات التي خاضها على أرضيّة ملعبه بينما تلقَّى 18 هدفًا.
  - سجّل هجر 22 هدفًا خارج دياره وتلقَّى في مقابل ذلك 19 هدفًا.
- خسر هجر أربع مبارياتٍ على التوالي، من الجولة العشرين حتى الجولة الثالثة والعشرين.
  - لم يُحقَّق هجر ثلاث انتصاراتٍ على التوالي طوال جولات الدوري الستّة والعشرين لكنّه حقّق في مقابل ذلك انتصارينِ على التوالي في الجولتين التاسعة والعاشرة وكذا في الجولتين الخامسة عشر والسادسة عشر.
- أكبر انتصارٍ حقّقه نادي هجر في الموسم الكرويّ 2008–09 كان خارج ميدانهِ على حسابِ نادي الطائي بستّة أهداف مقابل اثنين في الجولة الخامسة.
  - أكبر خسارةٍ تعرض لها النادي الأحسائي كانت في الجولة السابعة حينما هُزم في الأحساء أمام نادي ضمك بثلاثة أهداف نظيفة في الجولة السابعة.